# بوریس نیکیتین
بوریس نیکیتین (روسی: Борис Васильевич Никитин؛ ۵ مارس ۱۹۳۸ – ۲۰ اکتبر ۱۹۸۴) شناگر گرجی‌تبار اهل شوروی بود.
وی در مسابقات کشوری و بین‌المللی در مجموع برندهٔ ۱ مدال طلا، ۱ مدال نقره، ۱ مدال برنز شده‌است.